# Puchar Świata w Zapasach 2005
Zawody Pucharu Świata w 2005 roku
- turniej w stylu klasycznym mężczyzn odbył się w dniach 3-4 lutego w Teheranie w Iranie,
- w stylu wolnym mężczyzn walczono 12 i 13 marca w Taszkencie w Uzbekistanie,
- a kobiety rywalizowały pomiędzy 20 i 21 maja w Clermont-Ferrand we Francji.

## Styl klasyczny

### Ostateczna kolejność drużynowa
| Poz. | Państwo    |
| ---- | ---------- |
|      | Kuba       |
|      | Rosja      |
|      | Iran       |
| 4.   | Ukraina    |
| 5.   | Kazachstan |
| 6.   | Tunezja    |

### Klasyfikacja indywidualna
| Waga   |                     |                      |                    | 4                     | 5                    | 6                      | 7                 |
| ------ | ------------------- | -------------------- | ------------------ | --------------------- | -------------------- | ---------------------- | ----------------- |
| 55 kg  | Hasan Rangraz       | Lázaro Rivas         | Dmytro Char´ko     | Askar Żürszynbajew    | Wiktor Korablow      | Siergiej Pietrow       | Meher Mouthouri   |
| 60 kg  | Roberto Monzón      | Nurbakyt Tengyzbajew | Aleksiej Szewcow   | Wałerij Woronkin      | Hamid Bavafa         | Mohamed Mehdi Jelassi  | -----             |
| 66 kg  | Siergiej Kuntariew  | Mehdi Tavakoli       | Alaín Milián       | Aibek Mardenov        | Alexey Mazur         | Muhammad Barkawi       | -----             |
| 74 kg  | Wasyl Raczyba       | Warteres Samurgaszew | Odelis Herrero     | Modżtaba Babadżanzade | Badreddine Amdouni   | Mohsen Pounyaki        | Dauren Kegenbayev |
| 84 kg  | Luis Enrique Méndez | Serhij Rutenko       | Lewani Kezewadze   | Rukholla Mikaimei     | Witalij Zacharczenko | Umar Basz Hanba        | -----             |
| 96 kg  | Reza Zeidvand       | Margułan Äsembekow   | Mychajło Nikołajew | Alexey Teploukhov     | Alaín Rivas          | Aleksandr Mieńszczikow | Bachir Yahyaoui   |
| 120 kg | Mijaín López        | Jurij Patrikiejew    | Dawyd Sałdadze     | Ali Reza Gharibi      | Aleksander Safronov  | Sadżdżad Barzi         | Sofiane Akrout    |

## Styl wolny

### Ostateczna kolejność drużynowa
| Poz. | Państwo           |
| ---- | ----------------- |
|      | Kuba              |
|      | Ukraina           |
|      | Rosja             |
| 4.   | Stany Zjednoczone |
| 5.   | Uzbekistan        |
| 6.   | Iran              |

## Styl wolny - kobiety

### Ostateczna kolejność drużynowa
| Poz. | Państwo           |
| ---- | ----------------- |
|      | Japonia           |
|      | Ukraina           |
|      | Rosja             |
| 4.   | Francja           |
| 5.   | Stany Zjednoczone |
| 6.   | Wenezuela         |

### Klasyfikacja indywidualna
| Waga  |                 |                    |                      | 4                 | 5                  | 6                    | 7                                       |
| ----- | --------------- | ------------------ | -------------------- | ----------------- | ------------------ | -------------------- | --------------------------------------- |
| 48 kg | Makiko Sakamoto | Lilija Kaskarakowa | Mayelis Caripá       | Anne Deluntsch    | Ołeksandra Kohut   | Sara Fulp-Allen      | ----                                    |
| 51 kg | Chiharu Ichō    | Natalja Smirnowa   | Vanessa Boubryemm    | Mirna Henríquez   | Stephanie Murata   | Olha Łewkowśka       | ----                                    |
| 55 kg | Saori Yoshida   | Natalja Golc       | Anna Gomis           | Marcia Andrades   | Tina George        | Ołena Komarowa       | ----                                    |
| 59 kg | Ayako Shōda     | Sally Roberts      | Yoselin Rojas        | Natalija Synyszyn | Audrey Prieto      | Wiktorija Zagajnowa  | Sandrine Seve                           |
| 63 kg | Kaori Ichō      | Oksana Szalikowa   | Meryem Selloum       | Anna Połowniewa   | Kaci Lyle          | Jaclin Fuentes       | ----                                    |
| 67 kg | Kristie Davis   | Lise Legrand       | Kateryna Burmistrowa | Wałerija Złatowa  | Eri Sakamoto       | Anastasija Dieżniowa | Jelena Pieriepielkina 8. Jaramit Weffer |
| 72 kg | Kyōko Hamaguchi | Switłana Sajenko   | Iris Smith           | Rainel Guerra     | Julia Bartnowskaja | Fanny Gai            | Jelena Pieriepielkina                   |